# Тибетські аннали
Тибетські або давньотибетські аннали — це два манускрипти, написані давньотибетською мовою і виявлені разом з іншими рукописами, включаючи давньотибетську хроніку, на початку XX століття в забутій бібліотеці в печерах Моґао поблизу Дуньхуана, яка, як вважається, була запечатана в XI столітті. Вони допомагають відтворити ранню історію Тибету. Спочатку ці два манускрипти були одним сувоєм.

## Відкриття
Величезна кількість стародавніх рукописів на різноманітних мовах було виявлено М. А. Стейном і Полем Пелліо у відомій запечатаній печері-бібліотеці № 17. Серед цих т. зв. дуньхуанских рукописів було виявлено Тибетські аннали і давньотибетську хроніку.
Ці два манускрипти, позначені як Pelliot tibétain 1 288 в Національній бібліотеці в Парижі і IOL Tib J 750 в Британській бібліотеці в Лондоні, спочатку були одним сувоєм, 4,34 метра завдовжки і 0,258 метра шириною, і складалися з 307 рядків. Поділ сувою пройшов по 53 рядку. Початок і кінець втрачені.

## Зміст
Аннали починаються з дуже короткого опису подій, що припадають на правління Сронцангамбо — першого тибетського імператора. Так, спочатку виклад йде з часу прибуття китайської принцеси Веньчен (643 рік н. е.). До смерті Сронцангамбо в 650 році далі коротко, рік за роком, розповідається про період з 650 по 764 рік. Написання даних анналів тривало і після цієї дати, але збереглося лише кілька маленьких фрагментів. Дати написані червоним чорнилом, вже сильно вицвілим.
У Тибетських анналах відображений один з етапів тибетської історії — освіту і розвиток імперії. Також відомості з цієї пам'ятки надають можливості перевірки і датування подій, згаданих в більш пізніх тибетських і китайських історичних текстах.
Ні аннали, ні хроніка не згадують про буддизм в правління Сронцангамбо. Однак хроніка повідомляє, що під час правління царя Тисрондецана (755 — близько 797 роки): «незрівнянна релігія Будди була прийнята, і в центрі, а також на околицях країни були віхари (монастирі)».